# Francisco de Colonia

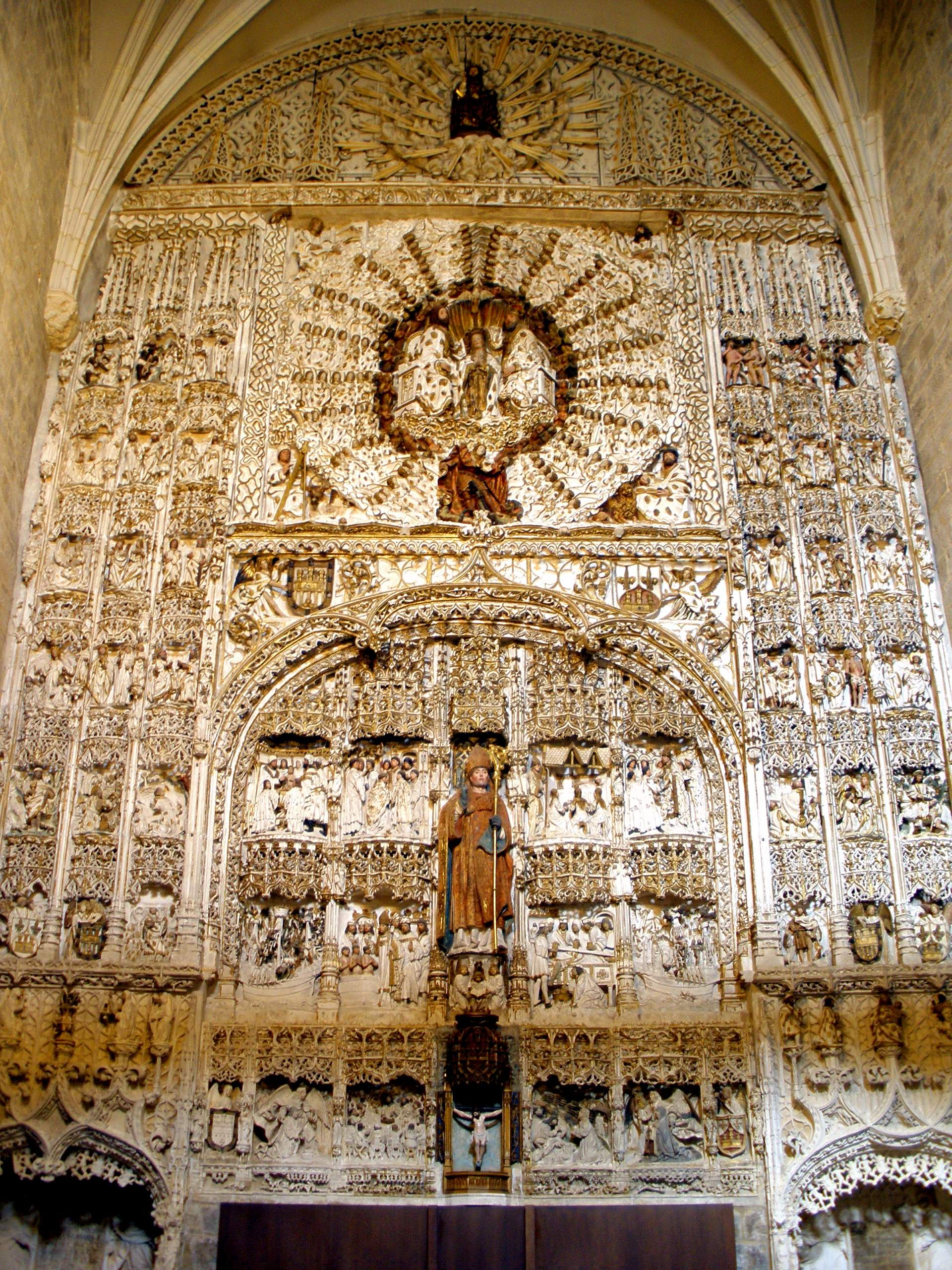
Retablo mayor de la iglesia de San Nicolás en Burgos, obra de Francisco de Colonia.

Francisco de Colonia (Burgos, c. 1470-1542) fue un arquitecto y escultor español.

## Biografía
Nació en una familia de importantes artistas de ascendencia alemana: era nieto de Juan de Colonia e hijo de Simón de Colonia, con quien colaboró en importantes obras. Intervino en la catedral Nueva de Salamanca y en las obras de la catedral de Plasencia. Su primera obra debió ser el retablo de la iglesia de San Nicolás en Burgos. Asimismo construyó la capilla de Santo Domingo del desaparecido convento de San Pablo de Burgos, de la Orden de los dominicos.
En la catedral de Burgos dejó importantes obras. En 1516 recibió el encargo del obispo Juan Rodríguez de Fonseca para realizar un nuevo acceso al templo y así construyó la Portada de la Pellejería, con decoración plateresca. Tras el derrumbe de un primer cimborrio en la catedral, colaboró en la construcción de un segundo (1539-1568) hasta su muerte.
En cuanto a su estilo, se mantuvo en la utilización de las estructuras góticas a las que añadió, en ocasiones, una profusa decoración plateresca.